# Hieracium albinotum
Hieracium albinotum es una especie de planta con flor del género Hieracium, de la familia Asteraceae, orden Asterales.

## Distribución
Hieracium albinotum se distribuye por Noruega y Suecia.

## Taxonomía
Fue descrita científicamente por Dahlst. ex Johanss. Fue publicada en Bot. Not. 1907: 10 (1907).